# Filologia romànica

Aproximació a les llengües romàniques

La filologia romànica és la branca de la filologia que s'ocupa de l'estudi de les llengües i literatures romàniques.
La filologia romànica ha abordat el conjunt de les diverses llengües medievals com un objecte d'estudi comú. La literatura de cada una de les llengües que la conforma ha fet de la filologia romànica un grup homogeni que, fruit de la curiositat, el gust per la síntesi i l'obertura a qualsevol fenomen literari, va formar des del s. XIX una metodologia comuna que anuncià el que serà conegut com a literatura comparada.
Un dels primers estudiosos de la filologia romànica fou François Raynouard, que ja revela l'ús d'una metodologia comparatista amb un treball fundacional titulat justament Grammaire comparée des langues de l'Europe latine dans leurs rapports avec la langue des troubadours (1821).
Un altre estudiós que es pot considerar un dels pares de la filologia romànica fou Jean-Jacques Ampère, que al 1832 pronunciarà el discurs De la littérature française dans ses rapports avec les littératures étrangères au Moyen Age en el curs d'obertura de la Sorbona.
La filologia romànica centra el seu estudi en les relacions literàries internacionals en un període concret: el naixement i primer desenvolupament de les literatures en vulgar.
D'aquesta manera, en la filologia romànica té un gran pes la funció de la recerca, ja que és cabdal entendre correctament cadascuna de les llengües en la seva fase constitutiva, cosa que obliga el romanista a investigar la llengua en aquest moment. Un dels trets bàsics de l'àrea de la cultura i de la creació literària romàniques medievals és la seva diversitat dins d'una unitat implícita.

## Formació
Actualment, filologia romànica és un grau universitari que es pot cursar en diferents universitats, tot i que en el cas dels Països Catalans només es cursa a la Universitat de Barcelona. El pla d'estudis de filologia romànica està format per matèries que s'agrupen en diverses àrees d'estudi:
- Literatura
- Llengua clàssica
- Idioma modern
- Llengua
- Lingüística
- Literatura romànica
- Lingüística romànica
- Tècniques de treball
- Cultura i civilització medieval
- Gènere i multiculturalisme
- Primera llengua romànica i la seva literatura
- Ampliació de problemes de gènere i multiculturalitat. Cultura i civilització medieval i de la modernitat. Ampliació de lingüística romànica
- Treball de fi de grau